# Jaakko Laapotti
Jaakko Veikko Johannes Laapotti, född 28 mars 1931 i S:t Andree, död 30 oktober 2017, var en finländsk arkitekt och arkitekturprofessor.
Laapotti utexaminerades 1960 och drev därefter egen arkitektverksamhet. Hans produktion omfattar främst bostäder, kontor och industribyggnader i Helsingfors med omnejd. Från 1965 var han knuten till Tekniska högskolan i Helsingfors, där han 1965–1969 undervisade i arkitektur, var biträdande professor 1969–1974 och professor 1974–1994. Dessutom var han chef för högskolans arkitektavdelning under perioderna 1977–1980 och 1987–1989.

## Verk i urval

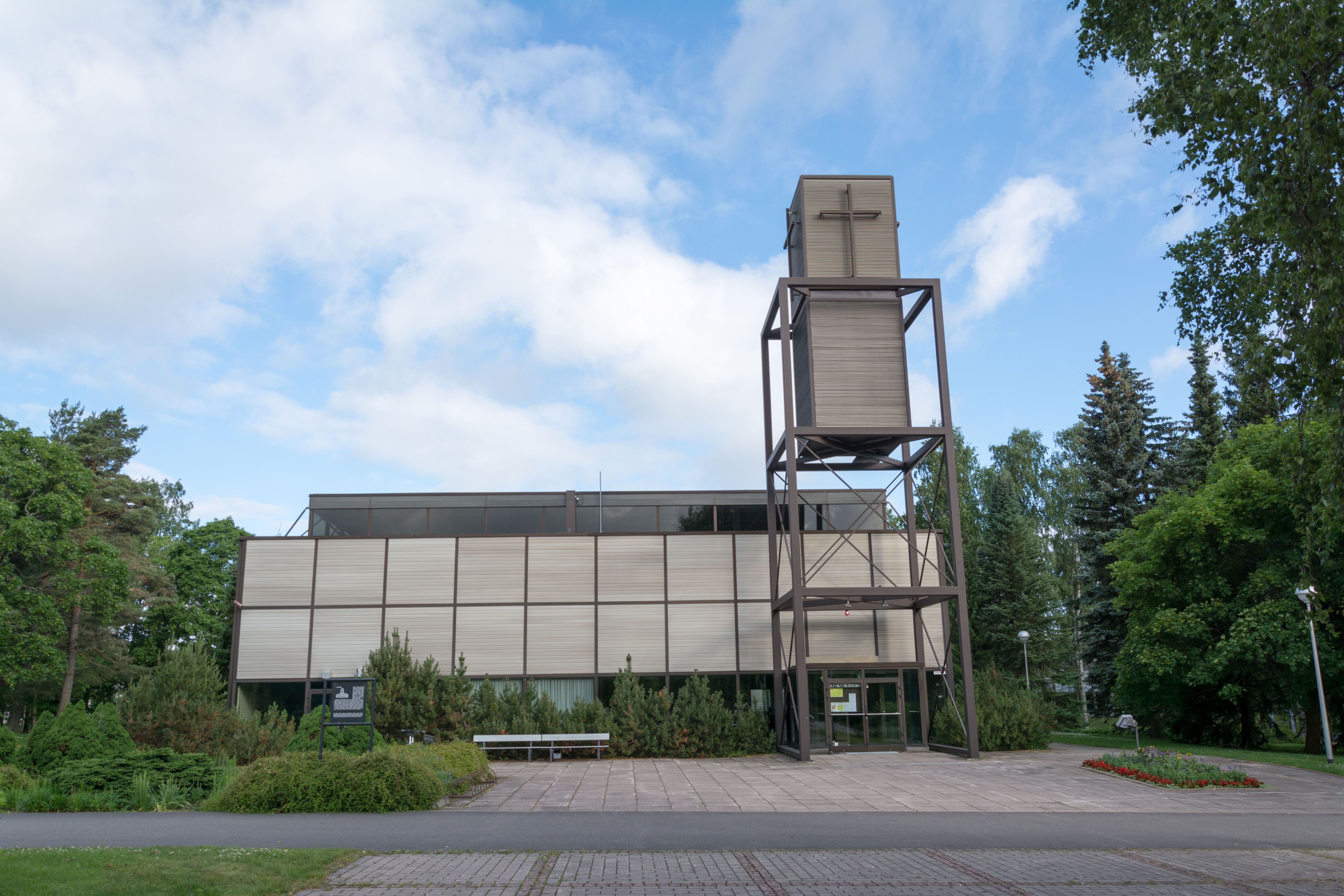
Kouvola kyrka.

- Lauritsala kyrka, Villmanstrand (tillsammans med Toivo Korhonen), 1969.
- Hotell Rosendahl, Tammerfors (tillsammans med Martti Kukkonen), 1977.
- Exporthuset, Helsingfors, 1978.
- Kouvola kyrka, Kouvola, 1978.
- Finlands dövas förbunds verksamhetscenter, Helsingfors, 1987.
- Vestmanlands Läns Tidnings byggnad, Västerås, 1992.